# National Basketball Association 1970-1971
La stagione della National Basketball Association 1970-1971 fu la 25ª edizione del campionato NBA. La stagione si concluse con la vittoria dei Milwaukee Bucks, che sconfissero i Baltimore Bullets per 4-0 nelle finali NBA.

## Squadre partecipanti
- Atlanta Hawks
- Baltimore Bullets
- Boston Celtics
- Buffalo Braves
- Chicago Bulls
- Cincinnati Royals
- Cleveland Cavaliers
- Detroit Pistons
- L.A. Lakers

- Milwaukee Bucks
- N.Y. Knicks
- Phoenix Suns
- Philadelphia 76ers
- Portland T. Blazers
- San Diego Rockets
- S.F. Warriors
- Seattle S.Sonics

## Classifica finale

### Eastern Conference
| Squadra            | V  | P  | %    | GB |
| ------------------ | -- | -- | ---- | -- |
| New York Knicks    | 52 | 30 | 63,4 | -  |
| Philadelphia 76ers | 47 | 35 | 57,3 | 5  |
| Boston Celtics     | 44 | 38 | 53,7 | 8  |
| Buffalo Braves     | 22 | 60 | 26,8 | 30 |

| Squadra             | V  | P  | %    | GB |
| ------------------- | -- | -- | ---- | -- |
| Baltimore Bullets   | 42 | 40 | 51,2 | -  |
| Atlanta Hawks       | 36 | 46 | 43,9 | 6  |
| Cincinnati Royals   | 33 | 49 | 40,2 | 9  |
| Cleveland Cavaliers | 15 | 67 | 18,3 | 27 |

### Western Conference
| Squadra           | V  | P  | %    | GB |
| ----------------- | -- | -- | ---- | -- |
| Milwaukee Bucks C | 66 | 16 | 80,5 | -  |
| Chicago Bulls     | 51 | 31 | 62,2 | 15 |
| Phoenix Suns      | 48 | 34 | 58,5 | 18 |
| Detroit Pistons   | 45 | 37 | 54,9 | 21 |

| Squadra                | V  | P  | %    | GB |
| ---------------------- | -- | -- | ---- | -- |
| Los Angeles Lakers     | 48 | 34 | 58,5 | -  |
| San Francisco Warriors | 41 | 41 | 50,0 | 7  |
| San Diego Rockets      | 40 | 42 | 48,8 | 8  |
| Seattle SuperSonics    | 38 | 44 | 46,3 | 10 |
| Portland Trail Blazers | 29 | 53 | 35,4 | 19 |

## Vincitore
| Campione NBA 1970-1971      |
| --------------------------- |
| Milwaukee Bucks (1º titolo) |

## Statistiche
| Categoria          | Giocatore           | Squadra            | Stat. |
| ------------------ | ------------------- | ------------------ | ----- |
| Punti per gara     | Kareem Abdul-Jabbar | Milwaukee Bucks    | 31,7  |
| Rimbalzi per gara  | Wilt Chamberlain    | Los Angeles Lakers | 18,2  |
| Assist per gara    | Norm Van Lier       | Chicago Bulls      | 10,1  |
| FG%                | Johnny Green        | Cincinnati Royals  | 58,7  |
| FT%                | Chet Walker         | Chicago Bulls      | 85,9  |
| Minuti per partita | John Havlicek       | Boston Celtics     | 45,4  |

## Premi NBA
- NBA Most Valuable Player Award: Kareem Abdul-Jabbar, Milwaukee Bucks
- NBA Rookie of the Year Award:
  - Geoff Petrie, Portland Trail Blazers
  - Dave Cowens, Boston Celtics
- NBA Coach of the Year Award: Dick Motta, Chicago Bulls
- All-NBA First Team:
  - John Havlicek, Boston Celtics
  - Billy Cunningham, Philadelphia 76ers
  - Kareem Abdul-Jabbar, Milwaukee Bucks
  - Jerry West, Los Angeles Lakers
  - Dave Bing, Detroit Pistons
- All-NBA Second Team:
  - Gus Johnson, Baltimore Bullets
  - Bob Love, Chicago Bulls
  - Willis Reed, New York Knicks
  - Walt Frazier, New York Knicks
  - Oscar Robertson, Milwaukee Bucks
- All-Defensive First Team:
  - Dave DeBusschere, New York Knicks
  - Gus Johnson, Baltimore Bullets
  - Nate Thurmond, San Francisco Warriors
  - Walt Frazier, New York Knicks
  - Jerry West, Los Angeles Lakers
- All-Defensive Second Team:
  - John Havlicek, Boston Celtics
  - Paul Silas, Phoenix Suns
  - Kareem Abdul-Jabbar, Milwaukee Bucks
  - Jerry Sloan, Chicago Bulls
  - Norm Van Lier, Cincinnati Royals
- All-Rookie Team:
  - Geoff Petrie, Portland Trail Blazers
  - Bob Lanier, Detroit Pistons
  - Calvin Murphy, San Diego Rockets
  - Dave Cowens, Boston Celtics
  - Pete Maravich, Atlanta Hawks